# Søvik, Hordaland
Søvik este o localitate din comuna Os, provincia Hordaland, Norvegia, cu o suprafață de 1,25 km² și o populație de 1.446 locuitori (2013).